# William Herbert Dray
William Herbert Dray (Montréal, 23 giugno 1921 – Toronto, 6 agosto 2009) è stato un filosofo canadese. La sua ricerca si concentra su temi legati alla filosofia della storia. È conosciuto soprattutto per la sua riflessione anti-positivista sul concetto di comprensione in storia condotta in Leggi e spiegazione in storia e per il suo lavoro su R. G. Collingwood. È stato professore emerito all'Università di Ottawa.